# Jiří Bouška
Jiří Bouška (ur. 30 grudnia 1979 w Litomyšlu, Czechy) – czeski niepełnosprawny kolarz. Srebrny i brązowy medalista paraolimpijski z Pekinu w 2008 roku. Dwukrotny brązowy medalista paraolimpijski z Aten w 2004 roku oraz brązowy medalista z Londynu w 2012 roku.

## Medale Igrzysk Paraolimpijskich

### 2012
- - Kolarstwo - wyścig uliczny/trial na czas - C4

### 2008
- - Kolarstwo - trial na czas - 1 km - CP 4
- - Kolarstwo - sprint drużynowy - LC1–4 CP3/4

### 2004
- - Kolarstwo - trial na czas - 1 km - CP 4
- - Kolarstwo - bieg pościgowy indywidualnie - CP 4